# جزایر ویتساندی
جزایر ویتساندی (انگلیسی: Whitsunday Islands) مجموعه جزایری هستند که در شرق ایالت کوئینزلند استرالیا قرار دارند. فاصله آنها با بریزبن 1400 کیلومتر است و در مجاورت محدوده ای بین مکای و بوون قرار دارند. جزیره ویتساندی بزرگترین جزیره در مجموعه جزایر ویتساندی است. جزیره همیلتون نیز از جزایر مهم این گروه است.

## نگارخانه

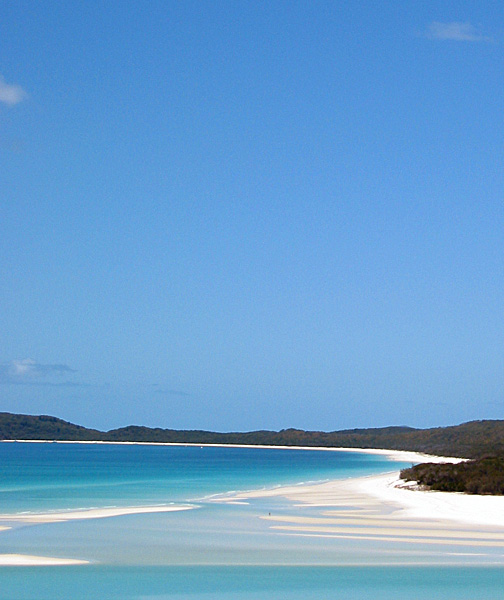
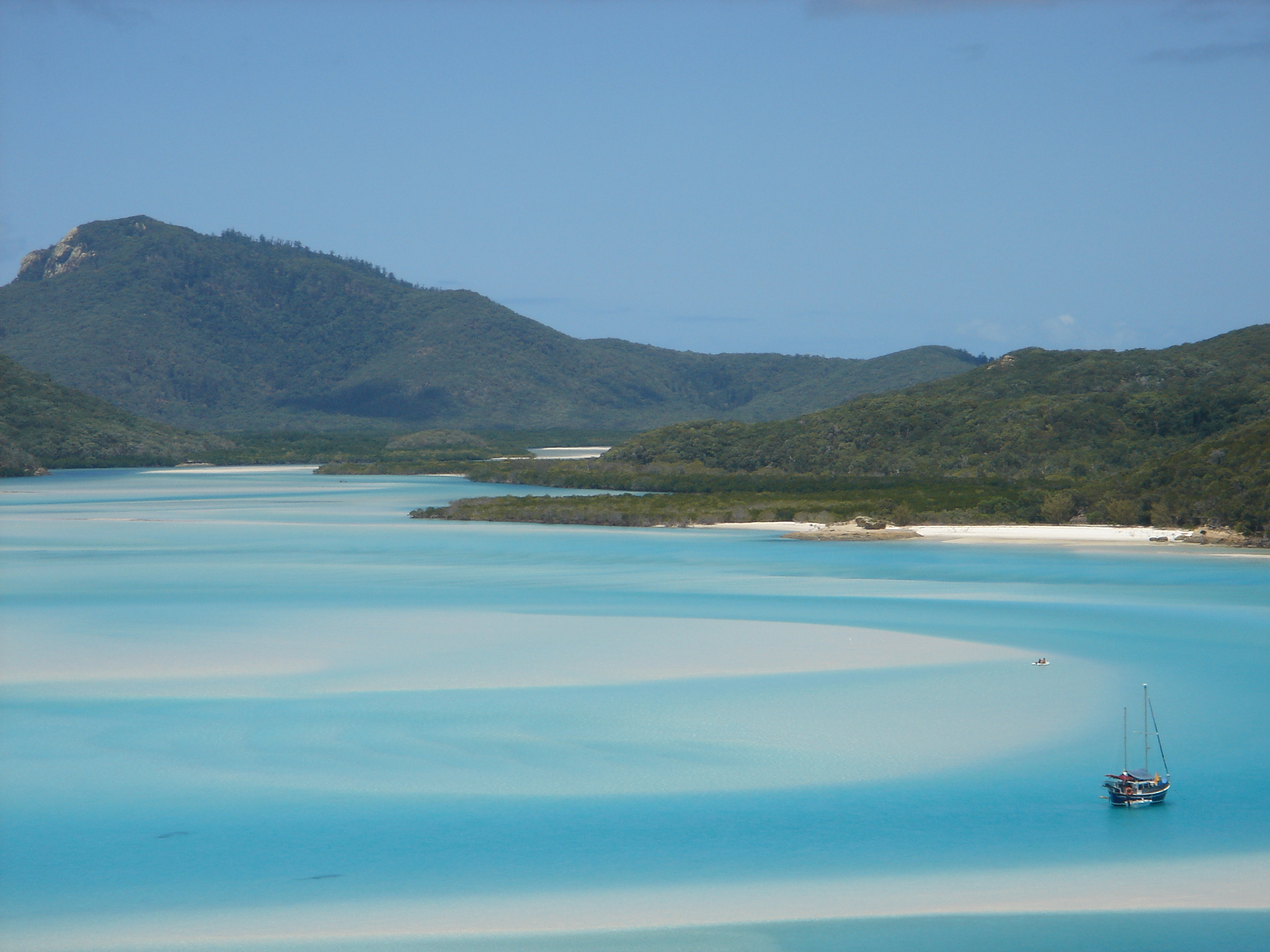
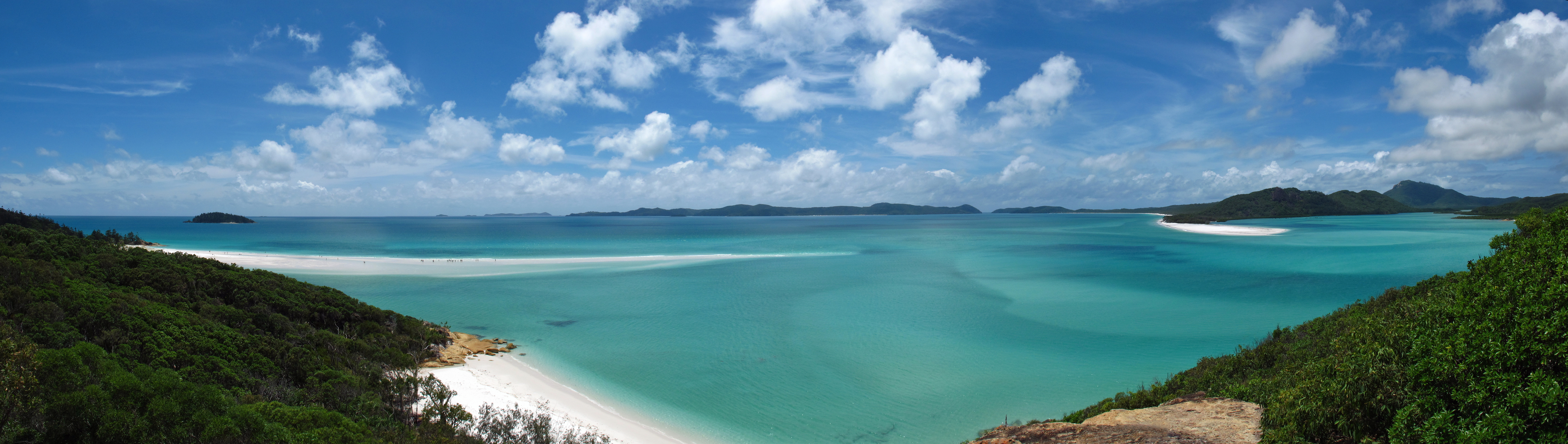
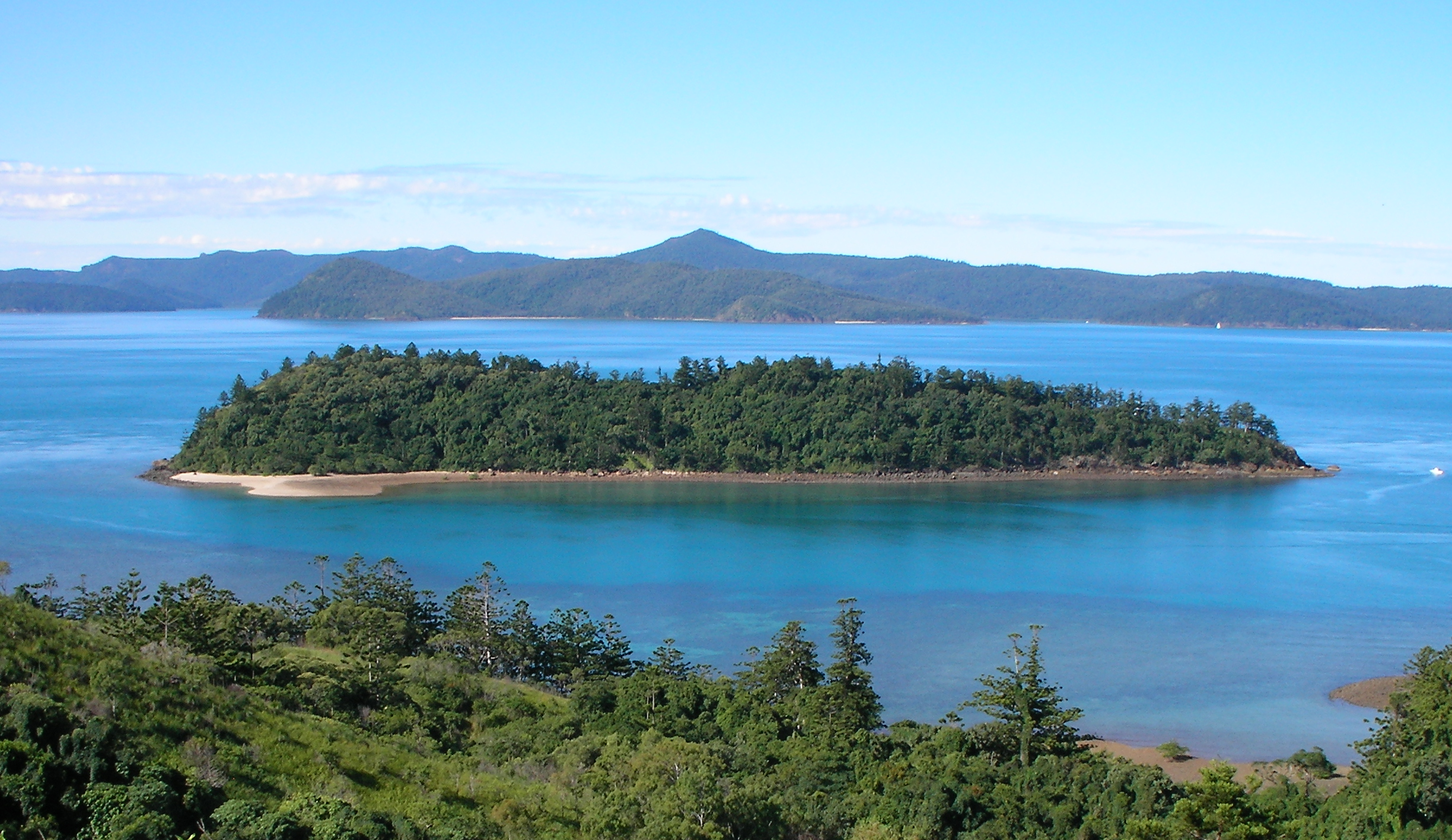
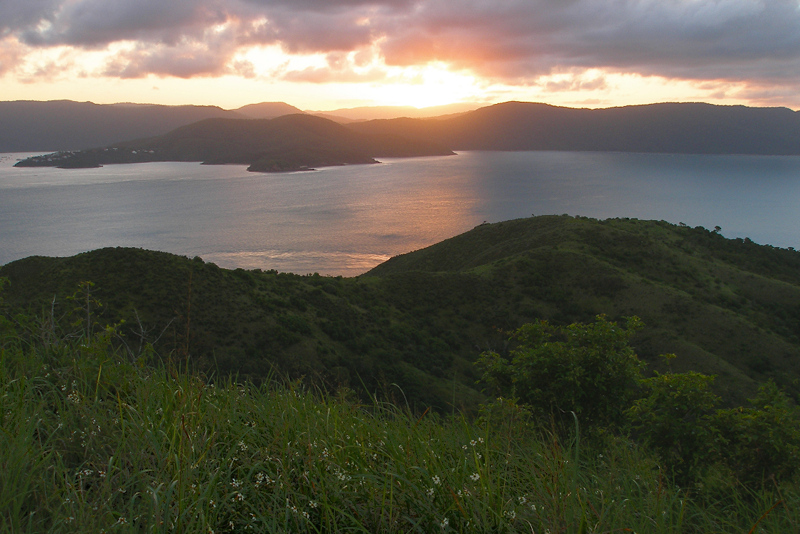